# ريك بوغارت
ريك بوغارت (بالإنجليزية: Rick Bogart)‏ هو عازف جاز أمريكي، ولد في 10 فبراير 1951 في نيو أورلينز في الولايات المتحدة.

## وصلات خارجية
- الموقع الرسمي
- ريك بوغارت على موقع ميوزك برينز (الإنجليزية)
- ريك بوغارت على موقع ديسكوغز (الإنجليزية)